# 広田静子
広田 静子（ひろた しずこ、1885年（明治18年）8月 - 1946年（昭和21年）5月18日）は、日本の第32代内閣総理大臣である広田弘毅の妻（内閣総理大臣夫人）。福岡県出身。

## 経歴
1885年（明治18年）、元福岡藩士・月成功太郎の次女として生まれる。幼少時に父親が大隈重信暗殺未遂事件に関する取り調べで収監され、母・兄弟とともに父親の福岡の実家で育つ。福岡市の高等小学校を卒業後、明治32年に家族で上京。家は伝通院前の小石川大門町（現・文京区春日一・二丁目）にあり、非常に貧しかった。
後の夫となる広田弘毅とは幼馴染で、弘毅が五人の学友と共に住んでいた小石川の寮「浩浩居」に炊事に通って家計を助け、弘毅たちの面倒を見ながら女学校に通った。日本女子大学校卒業後の1905年（明治38年）に結婚。3男3女を産み、育てる。
夫の弘毅が極東国際軍事裁判（東京裁判）でA級戦犯として起訴された後の1946年（昭和21年）5月18日に鶴沼（神奈川県藤沢市）の別邸で服毒自殺。当時は狭心症と発表され、遺族から静子の死因が公にされたのは、1953年（昭和28年）の広田弘毅の追悼記念会の席上である。

## 家族
父親の月成功太郎（1858-1913）は玄洋社社員。元福岡藩士。大隈重信襲撃犯の来島恒喜とは幼馴染で、来島とともに大隈を暗殺するつもりでいたが、来島から老母と妻子のある身ゆえ自重するよう諭された。襲撃事件後、共犯を疑われて逮捕されたが、半年後に放免された。玄洋社7代目社長の月成勲は同族だが別家。
功太郎の長男の月成鼎助は静子らとともに上京後、日比谷中学に通いながら、生計の足しに人力車夫となったがうまくいかず、脳衰弱となり、自宅にて独学した。功太郎の四男の月成左門も玄洋社社員。